# 北阿屈勒区
北阿屈勒區（法語：Arrondissement d'Acul-du-Nord）是海地的區，位於該國北部，由北部省負責管轄，面積358.7平方公里，海拔高度18米，2015年該區人口129,155，人口密度為每平方公里360.1人。